# An Linh
An Linh là một xã thuộc huyện Phú Giáo, tỉnh Bình Dương, Việt Nam.

## Địa lý
Xã An Linh có diện tích 24,56 km², dân số năm 2021 là 5.077 người, mật độ dân số đạt 207 người/km².

## Hành chính
Xã An Linh được chia thành 5 ấp: 6, 7, 9, 30/4, Phú Bằng.

## Lịch sử
Ngày 6 tháng 11 năm 1996, Quốc hội ban hành Nghị quyết chia tỉnh Sông Bé thành tỉnh Bình Dương và tỉnh Bình Phước và chuyển xã An Linh thuộc huyện Đồng Phú, tỉnh Bình Phước về huyện Tân Uyên, tỉnh Bình Dương quản lý.
Ngày 23 tháng 7 năm 1999, Chính phủ ban hành Nghị định 58/1999/NĐ-CP về việc chuyển xã An Linh thuộc huyện Tân Uyên về trực thuộc huyện Phú Giáo mới tái lập quản lý.
Ngày 17 tháng 11 năm 2004, Chính phủ ban hành Nghị định 190/2004/NĐ-CP về việc thành lập xã An Thái trên cơ sở 6.471 ha diện tích tự nhiên và 3.794 nhân khẩu của xã An Linh.
Sau khi điều chỉnh địa giới hành chính thành lập xã An Thái, xã An Linh còn lại 2.515 ha diện tích tự nhiên và 3.677 nhân khẩu.